# Adetus insularis
Adetus insularis là một loài bọ cánh cứng trong họ Cerambycidae.